# The Princess and the Clown
The Princess and the Clown (en francés: La princesse aux clowns) es una película muda de 1924 dirigida por André Hugon y protagonizada por Huguette Duflos, Charles de Rochefort y Magda Roche.

## Protagonistas
- Huguette Duflos como la princesa Olga
- Charles de Rochefort como El payaso
- Magda Roche
- Guy Favières como King Michel II
- Paul Franceschi